# Radomeljska Mlinščica
Radomeljska Mlinščica je umetni kanal, v katerega je od jezu pri Volčjem Potoku po njenem levem bregu preusmerjena Kamniška Bistrica.  Dolga je 6 km; zajetje je na nadmorski višini 340 m, izliv pa na 300 m. Teče skozi Hudo, Radomlje, Škrjančevo, Količevo in Vir. 
Južno od Vira se izliva v Račo. Napajala je več mlinov, žag, manjših elektrarn, papirnico, kemično tovarno, oljarno in na Viru industrijski mlin.
Še vedno se uporablja za tehnološko vodo, na njej pa sta sodoben mlin in mali elektrarni. 